# Phản trọng trường
Phản trọng trường, phản hấp dẫn hay phản trọng lực là một hiện tượng giả thuyết về việc tạo ra một địa điểm hoặc vật thể không chịu tác dụng của lực hấp dẫn. Phản trọng trường là một phản lực được cho là nhằm dập tắt hoàn toàn hoặc thậm chí vượt quá lực hấp dẫn bằng lực đẩy trọng trường.
Phản trọng trường không đề cập đến trạng thái không trọng lượng dưới tác dụng của trọng lực khi rơi tự do hoặc chuyển động theo quỹ đạo thiên thể, hoặc việc tạo cân bằng lực hấp dẫn với một số lực khác, chẳng hạn như lực điện từ hoặc lực nâng khí động học. Do liên quan trực tiếp đến trọng trường (Tương tác hấp dẫn, tiếng Anh: Gravity) nên trong tiếng Việt dùng các thuật ngữ phản trọng trường hay phản hấp dẫn phù hợp hơn thuật ngữ phản trọng lực.
Về mặt lý thuyết vật lý, sự tồn tại phản trọng trường bị cấm theo cả nguyên lý tương đương của lực hấp dẫn và quán tính, lẫn theo thuyết tương đối rộng do không có khối lượng âm cần thiết để tạo ra được độ cong không gian âm. Tuy nhiên hiện tại bản chất của lực hấp dẫn còn đang ở giai đoạn nghiên cứu ban đầu, nên câu hỏi về sự tồn tại của phản trọng trường vẫn còn phải bỏ ngỏ. Là một phần của việc phát hiện phản trọng lực, các nghiên cứu về đặc tính hấp dẫn của phản trọng lực được thực hiện trong nghiên cứu về phản hydro  và các phát hiện sự giảm trọng trường trong thí nghiệm vật siêu dẫn quay nhanh.
Trong khi đó trong khoa học viễn tưởng phản trọng trường là một khái niệm được phóng tác lặp đi lặp lại, đặc biệt là trong việc xây dựng ra các động cơ đẩy tàu vũ trụ. Có nhiều ví dụ đã được nêu ra, như "chất Cavorite" có khả năng ngăn chặn trọng trường trong cuốn sách của H. G. Wells "Tiên phong lên Mặt Trăng" (The First Men in the Moon) , hay như "cỗ máy Spindizzy" trong cuốn sách của James Blish "Các thành phố trong chuyến bay" (Cities in Flight).
Khái niệm "phản trọng lực" thường được dùng sai để chỉ các thiết bị trông như thể chúng đảo ngược trọng lực mặc dù chúng hoạt động thông qua các phương tiện khác, chẳng hạn như máy nâng, bay trong không khí bằng cách chuyển động không khí với trường điện từ  hay với động cơ hoạt động theo nguyên lý tưởng tượng khác.
Tại Việt Nam một số bài báo phổ biến khoa học đại chúng thường phụ họa theo các bài giả khoa học, ví dụ bài "Phát minh động cơ phản hấp dẫn thiên tài của Nga tạo ra diện mạo mới". Những phát minh này chỉ là giả khoa học, vì đã làm lẫn lộn rằng 'động cơ đẩy đã thắng trọng trường Trái Đất để đưa vật thể bay lên' chứ không phải 'tạo ra phản hấp dẫn' để dập tắt trường trọng lực, cũng như "động cơ lượng tử" mà họ đưa ra chỉ là trò xiếc. Sau đó phát minh đi vào yên lặng, quá 5 năm mà không tìm được ứng dụng nào trong thực tế. 